# Grønsund
Grønsund is een zeestraat in Denemarken tussen Falster aan de ene kant en Møn en Bogø aan de andere kant. Het is ook de naam van het plaatsje op Falster, waarvandaan vroeger veerboten naar Møn vertrokken. 
De maximale diepte van de Grønsund is ongeveer 20 meter en de breedte van de zeestraat ligt tussen de 1 en 4 kilometer. Het verbindt de Storstrømmen in het westen met de Stege Bugt in het noorden. Er gaat een veerdienst tussen Stubbekøbing en Bogø. 
De zeestraat is een belangrijke broedplaats voor vogels en vissen. In het gebied broeden vele water- en zeevogels, waaronder aalscholver, knobbelzwaan, grauwe gans, pijlstaart, slobeend, eider, kluut en verschillende soorten waadvogels, meeuwen en sterns. In het gebied leeft ook de bruinvis. Vanwege het belang voor de bescherming van deze vogels is het gebied uitgeroepen tot Important Bird Area door BirdLife International. Dit is in het bijzonder gedaan vanwege het belang voor de knobbelzwaan, wilde zwaan en kuifeend.